# 日本カイロプラクティック連合会
日本カイロプラクティック連合会（Japan Chiropractic Association）は、カイロプラクティック技術の安全性の向上、カイロプラクターを指導する講師陣の養成を目的としたカイロプラクティック技術研究団体。

## 概要
日本カイロプラクティック連合会は1991年に設立された。
初代会長のロバートF.トリゴーにより、アメリカのカイロプラクティック機関と強いパイプを築き上げる。

1992年よりアメリカ研修を実施。カイロプラクティックの本場アメリカで得た技術や知識を日本に導入し続けている。
また、カイロプラクターを指導教育する講師陣の養成や、各種セミナーへ講師派遣を行っている。

## 沿革
平成03年11月 日本カイロプラクティック連合会（JCA）発足　

平成03年12月 JCA賠償責任保険制度 発足

平成10年04月 講師勉強会制度 発足

平成26年07月 本部所在地を渋谷区千駄ヶ谷5-34-7NEX 新宿ビル8階に移転

令和06年05月 アメリカカイロプラクティック協会と会員契約締結